# Elecciones al Parlamento de La Rioja de 2019
Las elecciones al Parlamento de La Rioja de 2019 se celebraron el domingo 26 de mayo de acuerdo con el Decreto dispuesto el 1 de abril y publicado simultáneamente en el Boletín Oficial del Estado y en el Boletín Oficial de la Rioja el 2 de abril. Se eligieron los 33 diputados de la xi legislatura del parlamento regional, mediante un sistema proporcional (método d'Hondt) con listas cerradas y un umbral electoral del 5%.

## Resultados
Los resultados completos se detallan a continuación:
| Candidatura                                          | Candidatura                                           | Votos   | %                               | Escaños                         |
| ---------------------------------------------------- | ----------------------------------------------------- | ------- | ------------------------------- | ------------------------------- |
|                                                      | Partido Socialista Obrero Español (PSOE)              | 63 068  | 38,67                           | 15                              |
|                                                      | Partido Popular (PP)                                  | 53 925  | 33,06                           | 12                              |
|                                                      | Ciudadanos-Partido de la Ciudadanía (Cs)              | 18 807  | 11,53                           | 4                               |
|                                                      | Unidas Podemos Izquierda Unida-Equo (Podemos-IU-Equo) | 10 844  | 6,65                            | 2                               |
| Partido Riojano (PR)                                 | Partido Riojano (PR)                                  | 7512    | 4,61                            | 0                               |
| Vox (Vox)                                            | Vox (Vox)                                             | 6314    | 3,87                            | 0                               |
| Partido Animalista Contra el Maltrato Animal (PACMA) | Partido Animalista Contra el Maltrato Animal (PACMA)  | 1078    | 0,66                            | 0                               |
| Votos en blanco                                      | Votos en blanco                                       | 1555    | 0,95                            | n/a                             |
| Votos válidos                                        | Votos válidos                                         | 163 103 | 100,00                          | 33                              |
| Votos nulos                                          | Votos nulos                                           | 1662    | Participación: \| \| 65,94 % \| | Participación: \| \| 65,94 % \| |
| Votantes                                             | Votantes                                              | 164 765 | Participación: \| \| 65,94 % \| | Participación: \| \| 65,94 % \| |
| Electores                                            | Electores                                             | 249 863 | Participación: \| \| 65,94 % \| | Participación: \| \| 65,94 % \| |
|                                                      | 65,94 %                                               |         |                                 |                                 |

## Diputados electos
Relación de diputados electos:
| N.º | Nombre                                    | Lista | Lista |
| --- | ----------------------------------------- | ----- | ----- |
| 1   | Concepción Andreu Rodríguez               |       | PSOE  |
| 2   | José Ignacio Ceniceros González           |       | PP    |
| 3   | Francisco Javier Ocón Pascual             |       | PSOE  |
| 4   | María Purificación Martín Díez de Baldeón |       | PP    |
| 5   | Nuria del Río Pozo                        |       | PSOE  |
| 6   | Pablo Baena Pedrosa                       |       | C’s   |
| 7   | Diego Antonio Bengoa de la Cruz           |       | PP    |
| 8   | Jesús María García García                 |       | PSOE  |
| 9   | María Begoña Martínez Arregui             |       | PP    |
| 10  | Ana María Santos Preciado                 |       | PSOE  |
| 11  | Raquel Romero Alonso                      |       | UP    |
| 12  | Alberto Bretón Rodríguez                  |       | PP    |
| 13  | Raúl Díaz Marín                           |       | PSOE  |
| 14  | Alberto Reyes de la Orden                 |       | C’s   |
| 15  | María Teresa Villuendas Asensio           |       | PSOE  |
| 16  | Carlos Cuevas Villoslada                  |       | PP    |
| 17  | Raúl Juárez Vela                          |       | PSOE  |
| 18  | Alfonso Domínguez Simón                   |       | PP    |
| 19  | Sara Isabel Orradre Castillo              |       | PSOE  |
| 20  | Jesús Ángel Garrido Martínez              |       | PP    |
| 21  | Diego Iturriaga Barco                     |       | PSOE  |
| 22  | María Belinda León Fernández              |       | C’s   |
| 23  | Catalina Bastida de Miguel                |       | PP    |
| 24  | María Resurrección Cruz Vallejo           |       | PSOE  |
| 25  | Henar Moreno Martínez                     |       | UP    |
| 26  | Noemí Manzanos Martínez                   |       | PP    |
| 27  | Santiago Urizarna Varona                  |       | PSOE  |
| 28  | Alberto Olarte Arce                       |       | PP    |
| 29  | Ana Belén López Montaña                   |       | PSOE  |
| 30  | María Pilar Rabasa Baraibar               |       | C’s   |
| 31  | Roberto García Bretón                     |       | PSOE  |
| 32  | Gregorio Jesús Pérez Ligero               |       | PP    |
| 33  | Graciela Loza Villoslada                  |       | PSOE  |

## Investidura del presidente del Gobierno de La Rioja
| Candidato            | Fecha                                                    | Voto       |    |    |   |   |   | Total |
| -------------------- | -------------------------------------------------------- | ---------- | -- | -- | - | - | - | ----- |
| Concha Andreu (PSOE) | 16 de julio de 2019 Mayoría requerida: Absoluta (17/33)  | Sí         | 15 |    |   |   | 1 | 16/33 |
| Concha Andreu (PSOE) | 16 de julio de 2019 Mayoría requerida: Absoluta (17/33)  | No         |    | 12 | 4 | 1 |   | 17/33 |
| Concha Andreu (PSOE) | 16 de julio de 2019 Mayoría requerida: Absoluta (17/33)  | Abstención |    |    |   |   |   | 0/33  |
| Concha Andreu (PSOE) | 18 de julio de 2019 Mayoría requerida: Simple            | Sí         | 15 |    |   |   | 1 | 16/33 |
| Concha Andreu (PSOE) | 18 de julio de 2019 Mayoría requerida: Simple            | No         |    | 12 | 4 | 1 |   | 17/33 |
| Concha Andreu (PSOE) | 18 de julio de 2019 Mayoría requerida: Simple            | Abstención |    |    |   |   |   | 0/33  |
| Concha Andreu (PSOE) | 27 de agosto de 2019 Mayoría requerida: Absoluta (17/33) | Sí         | 15 |    |   | 1 | 1 | 17/33 |
| Concha Andreu (PSOE) | 27 de agosto de 2019 Mayoría requerida: Absoluta (17/33) | No         |    | 12 | 4 |   |   | 16/33 |
| Concha Andreu (PSOE) | 27 de agosto de 2019 Mayoría requerida: Absoluta (17/33) | Abstención |    |    |   |   |   | 0/33  |